# 김윤재 (쇼트트랙 선수)
김윤재(1990년 5월 14일~)는 대한민국의 남자 쇼트트랙 선수이다.
어린 시절부터 쇼트트랙 유망주로 손꼽혔다. 2002년 솔트레이크시티 동계 올림픽 개막식 때 밋 롬니 대회 조직위원장으로부터 '향후 올림픽을 빛낼 꿈나무의 표상'으로 소개되기도 했다. 2008년 세계 주니어 선수권에서 종합 우승하였다. 고려대학교에 진학했으며, 2012년/2013년 시즌 국가대표로 선발되었다. 세계 선수권 대회 3000m에서 금메달을 땄고, 종합 2위를 하였다.

## 학력
- 리라초등학교 졸업
- 반포중학교 졸업
- 동북고등학교 졸업
- 고려대학교 체육교육과 학사